# Ten Nights in a Bar Room (film 1910)
Ten Nights in a Bar Room è un cortometraggio muto del 1910. Il nome del regista non appare nei titoli.
Frank Hall Crane aveva esordito come attore l'anno precedente in un film di Broncho Billy dal titolo Ten Nights in a Barroom.

## Produzione
Il film fu prodotto dalla Thanhouser Film Corporation.

## Distribuzione
Distribuito dalla Motion Picture Distributors and Sales Company, il film - un cortometraggio in una bobina - uscì nelle sale cinematografiche statunitensi il 4 novembre 1910.